# Walentin Atanasow
Walentin Georgiew Atanasow (bułg. Валентин Георгиев Атанасов, ur. 7 maja 1961 w Ełchowie) – bułgarski lekkoatleta, sprinter, trzykrotny medalista halowych mistrzostw Europy, później bobsleista, dwukrotny uczestnik zimowych igrzysk olimpijskich.

## Kariera lekkoatletyczna
Zajął 8. miejsce w biegu na 100 metrów na mistrzostwach Europy juniorów w 1979 w Bydgoszczy.
Zdobył srebrny medal na halowych mistrzostwach Europy w 1982 w Mediolanie w biegu na 60 metrów, przegrywając jedynie z Marianem Woroninem z Polski, a wyprzedzając Bernarda Petitboisa z Francji. Na kolejnych halowych mistrzostwach Europy w 1983 w Budapeszcie zdobył brązowy medal w tej konkurencji, za Stefano Tillim z Włoch i Christianem Haasem z Republiki Federalnej Niemiec. Odpadł w ćwierćfinale biegu na 100 metrów i półfinale sztafety 4 × 100 metrów na mistrzostwach świata w 1983 w Helsinkach. Odpadł w eliminacjach biegu na 60 metrów na halowych mistrzostwach Europy w 1984 w Göteborgu.
Na zawodach „Przyjaźń-84” rozgrywanych w Moskwie dla lekkoatletów z państw bojkotujących igrzyska olimpijskie w 1984 w Los Angeles Atanasow zajął 6. miejsce w sztafecie 4 × 100 metrów i odpadł w eliminacjach biegu na 100 metrów. Zajął 7. miejsce w sztafecie 4 × 100 metrów na mistrzostwach Europy w 1986 w Stuttgarcie. Zajął 5. miejsce w biegu na 60 metrów na halowych mistrzostwach Europy w 1987 w Liévin, a na halowych mistrzostwach świata w 1987 w Indianapolis odpadł w półfinale tej konkurencji. Odpadł w półfinale biegu na 100 metrów na mistrzostwach świata w 1987 w Rzymie.
Zdobył brązowy medal w biegu na 60 metrów na halowych mistrzostwach Europy w 1988 w Budapeszcie, za Brytyjczykiem Linfordem Christie i Belgiem Ronaldem Desruellesem. Na mistrzostwach świata w 1991 w Tokio odpadł w eliminacjach biegu na 100 metrów.
Atanasow zwyciężał na mistrzostwach krajów bałkańskich w biegu na 100 metrów w 1985 i 1986.
Był mistrzem Bułgarii w biegu na 100 metrów w latach 1982, 1983, 1985–1988 i 1991. Był również halowym mistrzem Bułgarii w biegu na 60 metrów w latach 1982–1985 oraz halowym mistrzem Węgier na tym dystansie w 1983.
Rekordy życiowe Atanasowa:
- bieg na 100 metrów – 10,15 s (14 sierpnia 1982, Sofia)
- bieg na 60 metrów (hala) – 6,9 s (21 lutego 1987, Liévin)

## Kariera w bobslejach
Po zakończeniu wyczynowego uprawiania lekkiej atletyki Atanasow z powodzeniem startował w bobslejach. Dwukrotnie brał udział w zimowych igrzyskach olimpijskich: w 1992 w Albertville zajął 28. miejsce w dwójkach (wraz z Cwetozarem Wiktorowem) i 22. miejsce w czwórkach (z Wiktorowem, Dimityrem Dimitrowem i Jordanem Iwanowem), a w 1994 w Lillehammer był 25. w dwójkach (z Wiktorowem).